# Ибиражуба
Ибиражуба (порт. Ibirajuba)  —  муниципалитет в Бразилии, входит в штат Пернамбуку. Составная часть мезорегиона Сельскохозяйственный район штата Пернамбуку. Входит в экономико-статистический  микрорегион Брежу-Пернамбукану.